# Станция Павловская Слобода
Станция Павловская Слобода — посёлок в Истринском районе Московской области. Входит в состав Павло-Слободского сельского поселения. Население — 3 чел. (2010), в деревне 10 улиц, 3 бульвара, набережная, 3 проезда, зарегистрировано 1 садовое товарищество.
Расположен на левом берегу реки Истры, напротив села Павловская Слобода, высота над уровнем моря 168 м. Был создан как посёлок при железнодорожной платформе Павловская Слобода на ликвидированной ветке Нахабино — Павловская Слобода — конечная пассажирская станция, поскольку линия предназначалась для военных целей и далее вела в воинскую часть.

## Население
| 2002 | 2006 | 2010 |
| ---- | ---- | ---- |
| 8    | →8   | ↘3   |